# Волгин, Або Яковлевич
Або Яковлевич Волгин (Шнеер; род. 6 (18) декабря 1896 — 1963) — советский театральный актёр и режиссёр.

## Биография
Родился в Витебской губернии. Учился в театральной школе А.П. Петровского в Петрограде. Театральной деятельностью занимался с 1920 года. Работал во многих городах России.
В 1934—1938 годах — художественный руководитель и директор Куйбышевского краевого драматического театра.
В 1944—1947 годах работал в Красноярске. Главный режиссёр Красноярского драматического театра имени А. С. Пушкина, основатель школы-студии при театре.
В 1947—1952 годах — главный режиссер Ачинского драматического театра.
В 1952 — 1960 годах — главный режиссёр Кемеровского областного театра драмы им. А. В. Луначарского.
В 1938 году в Куйбышеве арестован и в 1940 году осужден по статье 58—6 УК РСФСР к трем годам заключения в ИТЛ. Реабилитирован в 1956 году. Член КПСС с 1958 года.
Заслуженный артист РСФСР (1937).

## Театральные постановки

### Хабаровский краевой театр драмы и комедии
- «Мстислав Удалой» Прута (1932)

### Куйбышевский краевой драматический театр
- «После бала» Погодина (1934)[12]
- «Волки и овцы» Островского (1935)[13]
- «Скутаревский» Леонова (1935)[13]
- «Платон Кречет» Корнейчука (1936)[14]
- «Слава» Гусева (1936, совместно с П. П. Васильевым)[15]
- «Дети Ванюшина» Найдёнова (1936)[16]

### Кемеровский областной театр драмы им. А. В. Луначарского
- «Вей, ветерок!» Райниса (1952)
- «Сын рыбака» Лациса (1953)
- «Кремлёвские куранты» Погодина (1957)
- «Дети солнца» Горького (1959)
- «Иркутская история» Арбузова (1960)

### Театр музыкальной комедии Кузбасса[17][18]
- «Принцесса цирка» Кальмана (1956)
- «Холопка» Стрельникова (1961)